# Ta mej i dalen
Ta mej i dalen är en svensk pornografisk film från 1977 i regi av Torgny Wickman.

## Handling
Godsägaren Richard tar emot sin blyge kusin George för att lära honom hur man erövrar kvinnor.

## Om filmen
Filmen premiärvisades 26 september 1977 på biograf Woodstock i Stockholm. Inspelningen utfördes i en studio i Sundbyberg med exteriörer från Wegersbergs gård i Katrineholm av Arne Brandhild hösten 1975. 

## Rollista
- Madeleine Laforet – husföreståndarinnan
- Charles Canyon – Richard
- Eric Edwards – George
- Knud Jørgensen – Joe, dräng
- Darby Lloyd Rains – Ester, lärarinnan
- Kim Pope – Kitty, kokerskan
- Anita Chris – stallflickan
- Anne Magle – bilmekanikern [1]

## DVD
Filmen gavs ut på DVD 2011.